# Gorges de la Dordogne
Die Gorges de la Dordogne sind eine französische Schluchtenlandschaft im zur Region Nouvelle-Aquitaine gehörenden Département Corrèze. Sie wurden von der Dordogne in das östliche Hochplateau des Limousins eingeschnitten.

## Geographie

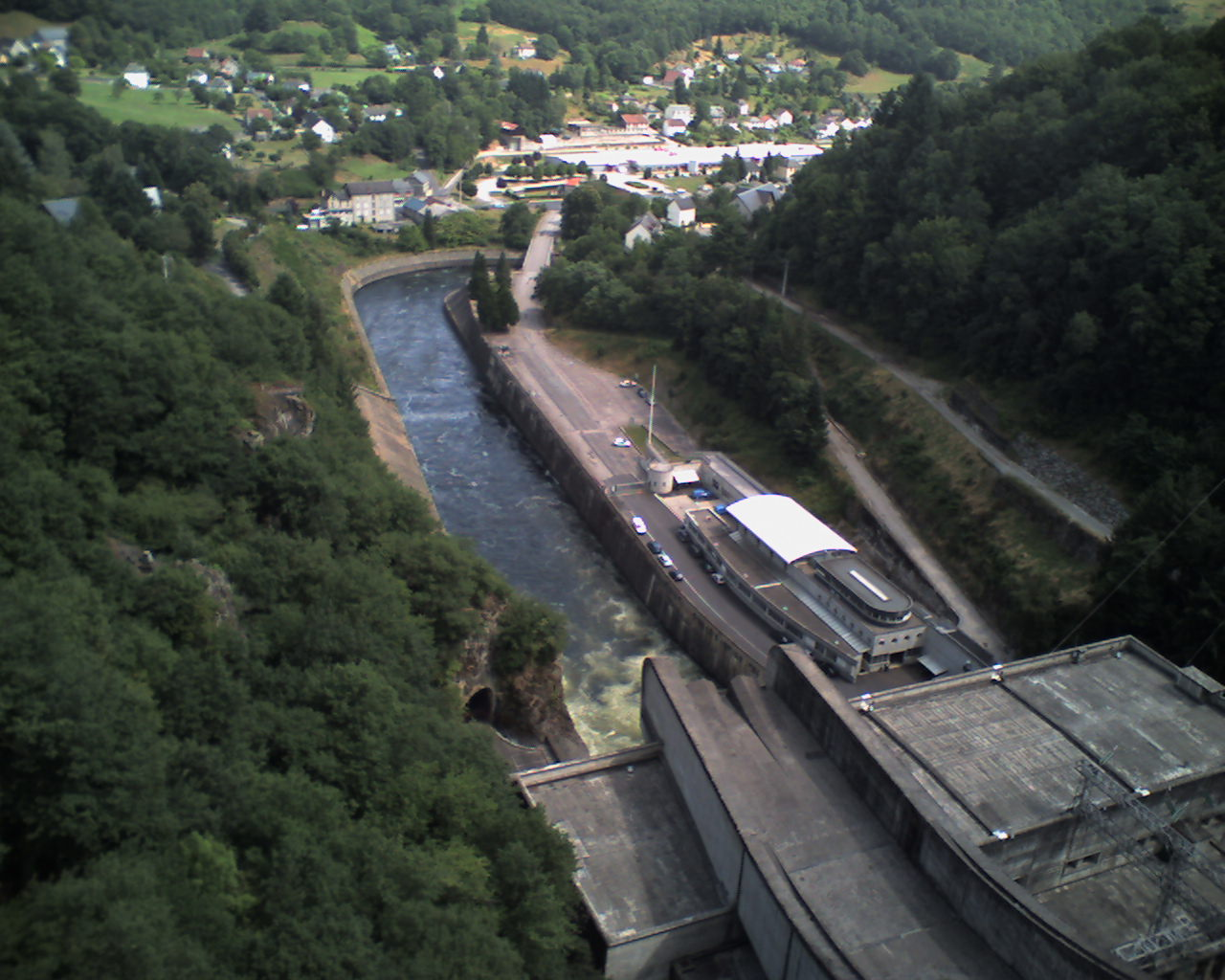
Die Dordogne flussabwärts der Staumauer von Bort-les-Orgues

Die Gorges de la Dordogne, Deutsch Schluchten der Dordogne, erstrecken sich rund 80 Kilometer von Bort-les-Orgues im Norden bis Argentat im Süden. Sie bilden die Grenze zwischen dem Département Corrèze im Westen und dem Département Cantal im Osten.
In den Schluchten wurden mehrere Staudämme errichtet, darunter (flussabwärts geordnet, von Nord nach Süd):
- Barrage de Bort-les-Orgues
- Barrage de Marèges, erbaut zwischen 1932 und 1935
- Barrage de l’Aigle
- Barrage du Chastang
- Barrage d’Argentat.

## Hydrographie

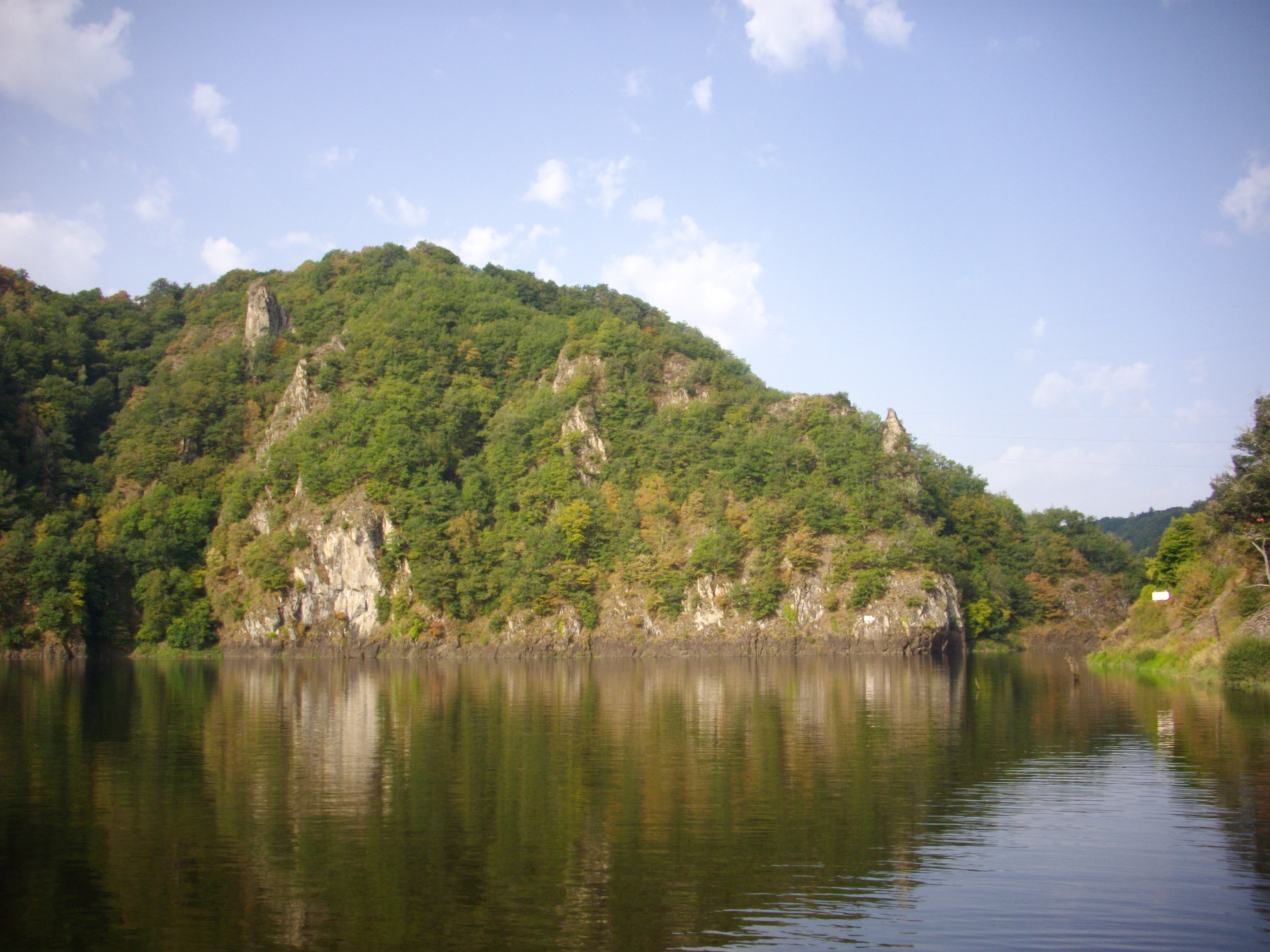
Mündung der Diège in die Dordogne

Die Dordogne entspringt in den Monts Dore durch den Zusammenfluss der Dore und der Dogne und fließt dann generell in südwestlicher Richtung zum Aquitanischen Becken hin ab. Gegenüber der auf 500 bis 700 Meter befindlichen Plateaulandschaft der Dordogne limousine hat sich der Fluss um gute 250 Meter schluchtartig eingeschnitten. An der Barrage du Chastang befindet er sich beispielsweise auf 263 Meter über dem Meer, wohingegen das Plateau hier Höhen bis zu 539 Meter erreicht.
Rechte Nebenflüsse der Dordogne, welche die Einebnungsfläche der Dordogne – stellenweise ebenfalls canyonartig – in Nord-Süd-Richtung durchziehen, sind (von Nordost nach Südost geordnet) Diège, Triouzoune, Vianon, Luzège, Sombre und Doustre. Linke Nebenflüsse sind (von Nord nach Süd) Rhue, Sumène, Auze, Glane und Maronne, die alle vom riesigen Stratovulkan des Cantal in westlicher Richtung zur Dordogne entwässern.

## Geologie
In den Schluchten durchfließt die Dordogne kristallines Grundgebirge des westlichen Massif Central. Anstehende Gesteine sind Glimmerschiefer, Paragneise, Leukogranite und Sedimente des Oberkarbons.
Die Dordogne beginnt ihren Lauf unterhalb der Barrage de Bort-les-Orgues in Gneisen und Leptyniten der Unteren Gneisdecke.
Unmittelbar südlich von Bort-les-Orgues tritt die Dordogne sodann kurz in ein oberkarbonisches Kohlebecken des Nordnordost-streichenden Sillon houiller ein – das 16 Kilometer lange und 3 Kilometer breite Kohlebecken von Champagnac-Ydes. Sie wechselt dann erneut in das Terran der Unteren Gneisdecke, das mit dem Ussel-Granit – einem peraluminosen unterkarbonischen Granit – beginnt und dann in charakteristische Migmatite und Paragneise übergeht. Kurz vor der Mündung der Luzège erscheinen dann an einem Abschiebungskontakt (Ambrugeat-Störung – die Untere Gneisdecke ist hier im Vergleich zum Massif de Millevaches nach Südost abgeglitten) die Gesteine des Massif de Millevaches (hier als Chaîne corrèzienne bezeichnet). Die Chaîne corrèzienne beginnt mit Glimmerschiefern der Parautochthonen Glimmerschiefereinheit, sodann folgen nach Durchqueren der rechtsverschiebenden Pradines-Störung ein Leukogranit im Zentralbereich und abschließend erneut parautochthone Glimmerschiefer. Bei Argentat zieht die Nordnordwest-streichende, kataklastische Argentat-Störung durch, an der die im  Westen liegende Untere Gneisdecke des Limousins gegenüber der parautochthonen Aufwölbung des Massif de Millevaches schräg nach Nordwest abgeschoben ist. An der Argentat-Störung wird sodann erneut ein kleines oberkarbonisches Kohlebecken berührt – das Argentat-Becken.